# Meynier-Legros
Meynier-Legros war ein französischer Hersteller von Automobilen.

## Unternehmensgeschichte
Albert Meynier und René Legros, der das gleichnamige Unternehmen René Legros in Fécamp leitete, fertigten ab 1900 Automobile, die unter dem Markennamen Meynier-Legros vermarktet wurden. 1902 endete die Produktion. Eine andere Quelle gibt den Produktionszeitraum irrtümlich mit 1905 bis 1913 an.

## Fahrzeuge
Das einzige Modell war ein Elektroauto. Die Batterien waren vorne im Fahrzeug montiert und von einer Haube abgedeckt, die Motorhauben von benzinbetriebenen Fahrzeugen ähnelte.